# 狗国二
人马座60 （60 Sagittarii），又称为人马座A，中文名狗国二，是一颗位于人马座的G-型巨星，距离地球约340光年。 它位于星群飞弹螺（中国古代星官称为狗国）的西北边，视星等为4.851，是飞弹螺星群最暗的一颗恒星。